# District du Waimakariri

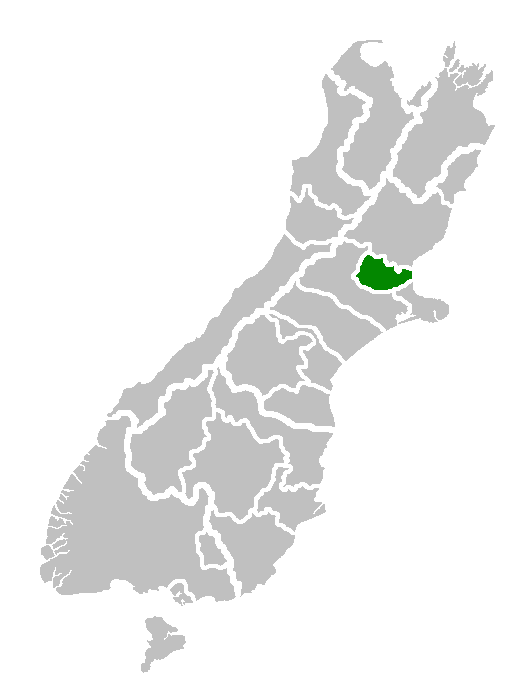
Localisation du district sur une carte de l'île du Sud

Le district du Waimakariri est situé dans la région de Canterbury, sur la côte est de l'île du Sud de la Nouvelle-Zélande.
Le district s'étend sur 2 218,72 km2. Le recensement de 2006 y a compté 42 834 habitants. Les villes principales sont Kaiapoi et Rangiora. Il est nommé d'après le fleuve Waimakariri.

## Sources
- (en) Waimakariri District Council
- (en) Final counts – census night and census usually resident populations, and occupied dwellings - Canterbury Region, Statistics New Zealand

- (en) Cet article est partiellement ou en totalité issu de l’article de Wikipédia en anglais intitulé « Waimakariri District » (voir la liste des auteurs).